# Aldrans
Aldrans je obec v Rakousku ve spolkové zemi Tyrolsko v okrese Innsbruck-venkov.
Žije zde přibližně 2 800 obyvatel.

## Poloha
Obec leží na plošině Mittelgebirge jihovýchodně od hlavního města země Insbrucku. Současný název obce je odvozen od středověkého  Allrainer Veld (Allrainské pole), v dokumentu z roku 1312 zkráceném na Alrains.
Díky blízkosti Innsbrucku obec slouží jako jeho obytná zóna (sídliště). S okrajem města ji spojuje tramvajová linka číslo 6. Důležitým dopravním prostředkem jsou také autobusy.

## Sousední obce
Aldrans sousedí s těmito obcemi a městy: Ampass, Ellbögen, Innsbruck, Lans, Rinn, Sistrans, Igls.

## Historie
Archeologické nálezy dokládají osídlení v pozdní době bronzové. Byly nalezeny rovněž kovové předměty z laténského období. Nejvýznamnější z celého regionu středních Alp je nedávný nález pokladu 84 zlatých mincí z 5.–7. století z období langobardského království, obsahuje mj. 40 mincí byzantských.
Aldrans v období 995–1005 nazývaný Locus Alarein, patřil biskupům z Brixen a byl důležitým místem na solné stezce 
V roce 1157 daroval hrabě z Wolfratshausenu, z vedlejší větve hrabat z Andechsu, své statky v Aldransu, tj. louky, pastviny, mlýn, dvůr a Almen benediktinskému klášteru Tegernsee. V 13. a 14. století patřila většina majetku v Aldrans buď tyrolskému hraběti nebo opatství Wilten. Obchodní vztahy spojovaly obec s Ampassem.
V obci se od poloviny 18. století hrálo lidové divadlo, jednak svatomartinské hry, a dále divadlo amazonek, v němž ženy hrály všechny role včetně mužských.
Požár v roce 1893 téměř úplně zničil celou obec. V roce 1927 byl na okraji obce postaven středovlnný rozhlasový vysílač Aldrans. Jeho systém byl později přeměněn na krátkovlnný a v roce 1984 celý vysílač demontován.

## Znak
Obecní znak byl udělen v roce 1979 a připomíná darování hrabat z Andechsu klášteru Tegernsee v roce 1157. Orlí křídlo připomíná Andechy, kteří měli orla ve svém znaku, a mořský list je převzat z erbu kláštera Tegernsee.
Blason: ve zlatě černé orlí křídlo se zlatým mořským listem, který je nahoře vykrojený a směřuje dolů.

## Památky

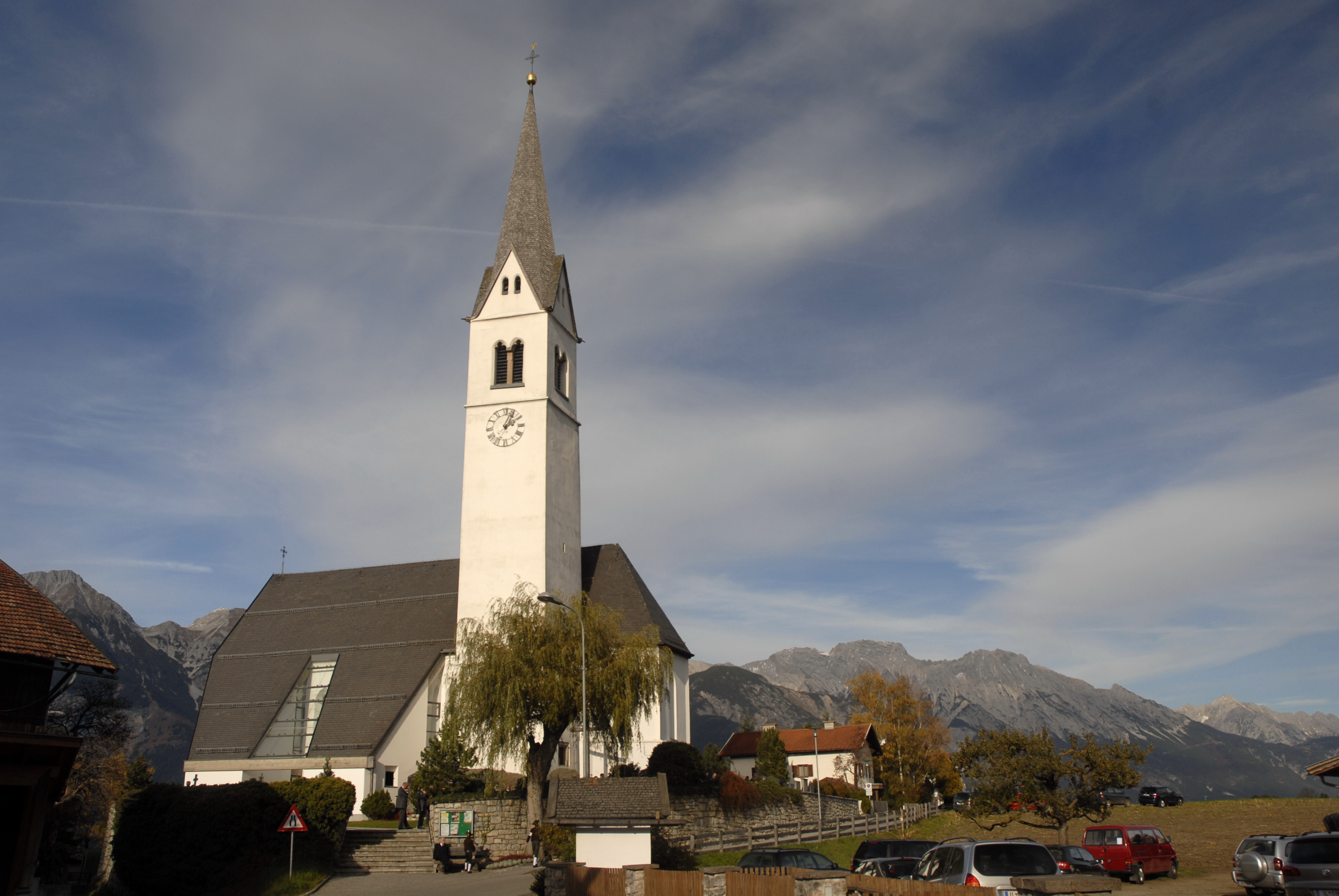
Farní kostel sv. Martina

- Farní kostel sv. Martina z Tours, založen v polovině 13. století (1256), přestavěn v pozdně gotickém stylu v 15. století a po roce 1893; vnitřní zařízení je až na křížovou cestu novodobé z let 1967-1990; renesanční reliéf sv. Martina, dělícího se o plášť se žebrákem, byl z oltáře předán do Tyrolského Zemského muzea v Innsbrucku; kostel je obklopen hřbitovem, věž tvoří dominantu obce
- Vila Rosenegg - biedermeierská stavba z roku 1856, rezidence nazvaná podle innsbrucké rodiny
- Dvorní kaple (Hofkapelle) z roku 1840